# Hey! Say! 7
Hey! Say! 7(일본어: ヘイ セイ セブン, 헤이! 세이! 세븐)는 일본의 남성 아이돌 그룹 Hey! Say! JUMP 내의 유닛이다. 기간 한정 유닛의 Hey! Say! 7에 대해서는 관련 유닛을 참조.
Hey! Say! 7의 「7」은 결성을 의미한다.

## 멤버
- 야마다 료스케 (山田 涼介, 1993년 5월 9일 ~ , B형, 도쿄도)
- 나카지마 유토 (中島 裕翔, 1993년 8월 10일 ~ , A형, 도쿄도)
- 치넨 유리, (知念 侑李, 1993년 11월 30일, AB형, 시즈오카현)

전 멤버
- 모리모토 류타로 (森本 龍太郎, 1995년 4월 6일 ~ , A형, 가나가와현)
- 오카모토 케이토 (岡本 圭人, 1993년 4월 1일 ~ , O형, 도쿄도)

## 멤버 변경
당초는 타카키 유야, 아리오카 다이키, 야마다 료스케, 나카지마 유토, 지넨 유리의 5명으로 2007년 9월 말까지 기간 한정 유닛으로 결성되었다. 자세한 내용은 관련 유닛을 참조하십시오.
2007년 9월 24일 Hey! Say! JUMP 결성 당시 고등학생이었던 타카키 유야, 아리오카 다이키가 Hey! Say! JUMP 그룹 내 유닛이 된다.
2011년 6월 모리모토 류타로가 미성년 흡연으로 무기한 활동 정지 처분을 받았기 때문에 2011년 6월 이후 멤버는 4명이 된다. 2021년 4월 오카모토 케이토가 배우 활동에 전념하기 위해 2021년 4월 이후 멤버는 3명이 되었다.

## 연혁

### 2007년
- 10월 7일, 《폭소 100분 TV! 헤이세이 패밀리즈》에서, 야마다, 나카지마, 모리모토가 레귤러 출연 개시.[3]

### 2008년
- 4월 6일, 《폭소 100분 TV! 헤이세이 패밀리즈》가 리뉴얼해 《시공간☆세대 배틀 쇼와×헤이세이 SHOW는 Hey! Say!》가 방송 개시.
- 9월 29일, Hey! Say! 7의 왕관 라디오 프로그램 《Hey! Say! 7 Ultra Power》가 방송 개시.
- 10월 ~ 12월 쿨, 야마다·지넨·나카지마가 Hey! Say! BEST의 아리오카와 함께 드라마 《스크랩 티쳐 ~교사 재생~》에서 주연

### 2009년
- 3월 21일 ~ 25일, Hey! Say! 7이 첫 단독 콘서트 《Hey! Say! 7 spring concert 09 MONKEY》를 개최.[4]
- 4월 5일, 《시공간☆세대 배틀 쇼와×헤이세이 SHOW는 Hey! Say!》가 방송 종료해 《스쿨 혁명!》이 스타트. 출연자가 변경되어 야마다, 지넨, 야오토메의 3명이 되었다.
- 6월 7일, 야마다와 치넨이 7인조 유닛・NYC boys로서도 활동 개시.

### 2010년
- 3월 20일 ~ 26일, Hey! Say! 7이 제41회 《봄의 고등학교 발리 전국 대회》의 스페셜 서포터를 담당.[5]

### 2011년
- 6월 28일, 모리모토의 불상사에 의해 무기한 활동 휴지에. 이후 4명의 활동이 된다.

### 2013년
- 1월 9일, 야마다가 솔로 데뷔. 퍼스트 싱글 〈미스터리 버진(ミステリー ヴァージン)〉을 발매.

### 2018년
- 《닌타마 란타로》 제26 시리즈의 신 ED 테마곡 〈개구쟁이 영웅(やんちゃなヒーロー)〉을 Hey! Say! 7이 담당.[6]
- 오카모토가 미국의 2년제 연극 학교 아메리칸·아카데미·오브·드라마틱·아츠 뉴욕 스쿨에 9월부터 유학하기 위해, 일시 활동을 휴지.

### 2021년
- 4월 5일, 오카모토가 같은 달 11일자로 Hey! Say! JUMP를 탈퇴해, 쟈니즈 사무소에는 계속 소속한 채 배우에 전념하는 것을 발표. 4월 11일에 열린 Hey! Say! JUMP의 전달 콘서트의 마지막 날, 팬클럽 회원만 시청 가능한 파트에 출연해, 그룹의 멤버로서 마지막 퍼포먼스를 피로했다. 이후 그룹은 3인 체제가 된다.

## 오리지널 곡

### 음원화된 노래
- GET!! (작사: tomomi, 작곡: h-wonder) - JASRAC 작품 코드:159-6823-5
- ウタウタウ(우타우타우) (작사·작곡: youth case, 편곡: 요시오카 타쿠) - JASRAC 작품 코드: 159-7086-8
- 輝きデイズ(빛나는 데이즈) (작사: 무라노 나오쿠, 작곡: 마키노 야스지, 편곡: 오츠보 나오키) - JASRAC 작품 코드: 166-6067-6
- ガンバレッツゴー!(감바렛츠고!) (작사: 후지바야시 세이코·MAKOTO, 작곡: h-wonder) - JASRAC 작품 코드: 167-8261-5
- ユー・ガッタ・モール(유- 갓타 모-루) (작사:아이다 타루, 작곡·편곡:하라이치 히로) - - JASRAC 작품 코드: 178-3485-6
- Just For You (작사: Komei Kobayashi, 작곡: Alex Gerings·Andy Simon, 편곡: 다테야마 아키유키) - JASRAC 작품 코드: 1E6-3205-9
- Oh! My Jelly! 〜僕らはOK〜 (Oh! My Jelly! 〜우리는 OK〜) (작사·작곡: 오카다 유타, 편곡: 야마시타 요스케) - JASRAC 작품 코드: 203-6531-4
- (단지 전에) (작사・작곡: 오카다 유타, 편곡: 야마시타 요스케) - JASRAC 작품 코드: 203-6531-4
- KAZEKAORU (작사: 무라야=에니기, 작곡:노무라 요이치로, 편곡:이시즈카 토모키) - JASRAC 작품 코드: 712-4446-8
- パーリーモンスター(펄리 몬스터) (작사: MiNE, komei Kobayashi, 작곡: Andes Ohrn, MiNE, 가와구치 진, Komei Kobayashi, 편곡: Andes Ohrn, 가와구치 진) - JASRAC 작품 코드: 1J0-3852-7
- Sweet Liar (작사: Xisco, 작곡: HIKARI, KOUDAI IWATSUBO, 편곡: HIKARAI) - JASRAC 작품 코드: 229-2425-6
- やんちゃなヒーロー(개구쟁이 영웅) (작사: 마츠이 고로, 작곡: 마키노 야스지, 편곡: 사사키 히로시)[6]
- Virtual Butterfly (작사: JUNO, Maria Marcus, Tommy Clint, 사카무로 켄이치, 편곡: Maria Marcus, 사카무로 켄이치)[7] - JASRAC 작품 코드: 1 M1-9949-1 (Hey! Say! JUMP 명의)
- あの日の僕へ(그날의 나에게) (작사·작곡: 오카다 유타, 편곡: 시미즈 텟페이)

### 미음원화곡
- サルサいいないいね(살사 좋다 좋아) (작사: 나미카와 쇼타, 작곡:모리무라 켄) - JASRAC 작품 코드:156-7568-8
- Brave Story (작사·작곡: 아사리 싱고) - JASRAC 작품 코드:159-7065-5
- いいんじゃない 이인쟈나이[*](괜찮지 않아) (작사: 오카시마 카나타, 작곡: Erik Lidbom, 편곡: 무나카타) - JASRAC 작품 코드:1A1-4002-0
- 脳内☆Dance(뇌내☆Dance) (작사: 모리타 후미토, 작곡: 시미즈 아키오, 편곡: 스즈키 마사야) - JASRAC 작품 코드:161-6301-0

## 출연

### 버라이어티
- 폭소 100분 TV! 헤세이 패밀리즈 (2007년 10월 ~ 2008년 3월, 닛폰 TV) - 야마다, 나카지마, 모리모토[3]
- 시공간☆세대 배틀 쇼와×헤이세이 SHOW는 Hey! Say! (2008년 4월 6일 ~ 2009년 3월 29일, 닛폰 TV)
- 스쿨 혁명 (2009년 4월 ~, 닛폰 TV) - 야마다, 지넨

### CM
- 롯데
  - 〈가나 밀크 초콜릿〉 (2009년 11월 ~ )[8]
  - 〈플러스 X 프루티오〉 (2010년 3월 ~ )[9]
- 부르봉
  - 〈과일이 가득한 젤리〉 〈과일의 습관〉 (2012년 4월 ~ )[10]
  - 〈아몬드 러시〉 (2012년 9월 ~ )[11]

### 라디오
- 분카방송『레코멘!』 내
  - Hey! Say! 7 Ultra Power (2008년 9월 29일 ~ 2015년 9월 24일) - Hey! Say! 7 (멤버가 주마다 2명이 담당)[2]
  - Hey!Say!7 Ultra JUMP（2015년 10월 1일 ~ 2024년 3월 25일) - Hey! Say! 7 (멤버가 주간 교환으로 담당)[12][13]

### 배구
이미지 캐릭터나 스페셜 서포터에 취임해,이미지 송을 담당한 대회를 말한다.
- 제41회 봄의 고등학교 배구 전국 대회 (2010년 3월 20일 ~ 26일) - 이미지송 「간바렛츠고!」도 담당[5]

### 단독 콘서트
| 공연 일정                  | 제목                               | 제목                               | 공연 규모                      | 회장                                       | 비고                                                                          |
| -------------------------- | ---------------------------------- | ---------------------------------- | ------------------------------ | ------------------------------------------ | ----------------------------------------------------------------------------- |
| 2009년 3월 21일 ~ 3월 25일 | Hey!Say!7 spring concert 09 MONKEY | Hey!Say!7 spring concert 09 MONKEY | 2개 도시 8공연 7만 5000명 동원 | 요코하마 아레나, 일본 가이시 스포츠 플라자 | Hey! Say! 7로서 첫 단독 콘서트. 하루 3회 공연. 야오토메 히카루가 연출을 담당. |

## 서적

### 잡지 연재
- Hey! Say! 7 Ultra RADIO JUMP (『duet』, 홈사)